# Edward Mellanby
Edward Mellanby (1884-1955) est un pharmacologue britannique. Il découvre la vitamine D en 1919, ainsi que le rôle de cette vitamine contre le rachitisme. Il est professeur de pharmacologie à l'université de Sheffield (Angleterre), et médecin-conseil à l'infirmerie royale de cette même ville. Mellanby est secrétaire du Conseil de recherche médicale (Medical Research Council) de 1933 à 1949.